# Baldissero Torinese
Baldissero Torinese är en ort och kommun i storstadsregionen Turin, innan 2015 provinsen Turin, i regionen Piemonte, Italien. Kommunen hade 3 720 invånare (2017).